# Popioły zwycięstwa
Popioły zwycięstwa (tyt. oryg. Ashes of Victory) – dziewiąta powieść cyklu science fiction Honorverse amerykańskiego autora Davida Webera. Została wydana po raz pierwszy w roku 2000 nakładem wydawnictwa Baen Books, a wersja polska ukazała się w roku 2004 staraniem Domu Wydawniczego Rebis.
Akcja książki rozpoczyna się kilka godzin po zakończeniu poprzedniego tomu, Honor ponad wszystko i zamyka wewnętrzną trylogię W rękach wroga – Honor ponad wszystko – Popioły zwycięstwa, jednocześnie kończąc pierwszą wielką oś fabularną cyklu i rozpoczynając kolejną. Tak, jak poprzedni tom, również Popioły zwycięstwa ma dwa główne wątki: skutki i następstwa powrotu Honor Harrington na Manticore oraz wojna między Gwiezdnym Królestwem Manticore a Ludową Republiką Haven.

## Fabuła
Po ucieczce z więziennej planety Hades wraz z prawie połową miliona więźniów Honor Harrington przybywa do Trevor Star, systemu zajętego przez Gwiezdne Królestwo, gdzie wita ją w sekrecie w niej zakochany admirał Hamish Alexander. Harrington dowiaduje się, że jest uznawana za martwą. Jej „zmartwychwstanie” daje Manticore niezbędny zastrzyk morale: wojna z Ludową Republiką Haven wchodzi właśnie w decydującą fazę. Tymczasem w stolicy Haven wzrasta napięcie. Sekretarz wojny Esther McQueen przeprowadza nieudany zamach stanu, w wyniku którego ginie, a władzę przejmuje szef Służby Bezpieczeństwa, Oscar Saint-Just. Podczas gdy Manticore zdobywa jeden system za drugim, Thomas Theisman zostaje wezwany do stolicy Haven, a Lester Tourville i Javier Giscard, dawni zaufani McQueen, trafiają do Lovat, wprost na trasę niepowstrzymanego dotąd natarcia. Saint-Just ma też własny plan powstrzymania Manticore.

## Główne postaci

### Gwiezdne Królestwo Manticore
- Honor Harrington – admirał Marynarki Graysona i Królewskiej Marynarki Wojennej, uznawana za jednego z najlepszych taktyków obu flót. Jej umiejętność wygrywania bitew pomimo niewielkich szans na to sprawiła, że stała się postrachem Ludowej Republiki Haven, a zarazem bohaterką w oczach mieszkańców Manticore, z czym nie czuje się dobrze. W czasie pobytu w rękach Haven straciła jedną rękę i implant, który zastępował jej oko. Ma zdolność wyczuwania emocji innych ludzi.
- Hamish Alexander – admirał Królewskiej Marynarki, earl White Haven. Dowodzi Ósmą Flotą, łączącą wszystkie jednostki Sojuszu skupionego wokół Manticore. Uchodzi za błyskotliwego stratega. Przez wiele lat starał się dyskretnie wspierać karierę Honor Harrington, aż w pewnym momencie zorientował się, że jest w niej zakochany. Jest to dla niego problemem zarówno z powodu tego, że podlega mu ona służbowo, jak i tego, że ma żonę, którą również kocha.
- Allen Summervale – premier Gwiezdnego Królestwa Manticore, książę Cromarty. Wieloletni przyjaciel królowej Manticore, funkcję premiera zaczął pełnić po wydarzeniach Placówki Basilisk. Wywodzi się z partii centrystycznej, której poglądy zgadzają się z poglądami królowej. Starszy mężczyzna, często pełniący funkcję głosu rozsądku w sytuacji, gdy królowa traci panowanie nad sobą.
- Nimitz/Śmiejący się Jasno – treecat połączony z Honor mentalną więzią, tzw. „adopcją”. Jest inteligentny, ale niezdolny do mówienia, przez co osoby postronne mają skłonność do uważania go za bezmyślne zwierzę. Często rozbawia Honor, chcąc poprawić jej humor, jest też jednak bezlitosnym zabójcą, gdy coś jej zagrozi. Uraz mózgu we W rękach wroga spowodował, że stracił zdolność „nadawania” myśli i emocji, co jest podstawowym dla jego gatunku sposobem porozumiewania się.

### Protektorat Graysona
- Benjamin IX Mayhew – Protektor, lenny władca planety Grayson. Starzejący się mężczyzna o zdrowym poczuciu humoru, stronnik i bliski przyjaciel Honor. Jego wychowanie na uniwersytecie poza Graysonem doprowadziło do jego zetknięcia się z innymi filozofiami, przez co stał się zagorzałym reformatorem. Jego próby przeprowadzenia zmian na Graysonie prowadzą do oporu wśród mieszkańców.
- Samuel Mueller – jeden z Patronów, szlachty Graysona. Jest zatwardziałym konserwatystą i opiera się reformom Benjamina, przez co jest uznawany za podejrzanego przez rząd Graysona. Szuka sposobu na zmniejszenie siły Protektora i przywrócenie starego porządku, w którym politykę kraju dyktowali Patroni.

### Ludowa Republika Haven
- Oscar Saint-Just – szef Służby Bezpieczeństwa Ludowej Republiki Haven. Jedyny przyjaciel przewodniczącego państwa, Roba Pierre’a. Po zamachu McQueen przejmuje całkowitą władzę w kraju, wprowadza godzinę policyjną i rozpoczyna czystki w Ludowej Marynarce. Jest opisywany jako niski, niepozorny mężczyzna ze skłonnością do paranoi, która mogła zwiększyć się po zamachu McQueen. Jego imię odnosi się do Louisa de Saint-Just, jednego z przywódców Rewolucji Francuskiej, znanego z rządów terroru.
- Thomas Theisman – admirał Ludowej Marynarki, na początku powieści dowódca bazy wojskowej DuQuesne. Po zamachu i śmierci McQueen zostaje mianowany dowódcą Floty Stołecznej, jednostki stacjonującej w Haven, a przez to praktycznie dowódcą Ludowej Marynarki. Jest cichym mężczyzną, skłonnym do przemyśleń i romantykiem, marzącym o przywróceniu starej Republiki Haven. Stara się zachowywać zgodnie z zasadami honoru i zachowywać apolityczność, jednocześnie nienawidząc Komitetu.
- Denis LePic – komisarz polityczny Theismana. Przydzielony mu na początku wojny Haven z Manticore, stał się jego przyjacielem. Choć wierzy w idee Komitetu, przez lata stracił wiarę w sam Komitet, co jego samego martwi. Od momentu pojmania Honor Harrington fałszuje swoje raporty do Saint-Justa, starając się ukryć rosnące antykomitetowe nastawienie Theismana.[2]

## Miejsca
- Gwiezdne Królestwo Manticore – najbogatsze państwo w znanej galaktyce, monarchia parlamentarna z królową Elżbietą III Winton na czele. Obejmuje dwa systemy gwiezdne i cztery zamieszkane planety oraz wormhole junction – sieć bezpośrednich połączeń z odległymi systemami, dzięki czemu Królestwo stało się gigantem handlu. Od lat znajduje się w stanie wojny z Ludową Republiką Haven, stoi też na czele Sojuszu - grupy niewielkich państw tego rejonu walczących z aneksją Haven.
- Ludowa Republika Haven – państwo totalitarne, a zarazem drugie lub trzecie największe państwo znanej galaktyki. W dawnych czasach było znane z rozwoju kultury i technologii, seria reform doprowadziła jednak do przekształcenia się go w dyktaturę pod rządami Legislatorów i powolnego upadku gospodarczego. Aby uratować się przed bankructwem, państwo rozpoczęło intensywną kampanię podbojów, która doprowadziła je do granicy strefy wpływów Manticore. Po przewrocie i przejęciu władzy przez Komitet Bezpieczeństwa Publicznego Haven rozpoczęło wojnę z Królestwem, chcąc przejąć wormhole junction.
- Barett – system gwiezdny na granicy Ludowej Republiki Haven, najbliższy przestrzeni Gwiezdnego Królestwa. Po rozpoczęciu planowania ataku na Manticore została w nim rozwinięta baza Ludowej Marynarki DuQuesne, która następnie stała się największą i najlepiej wyposażoną placówką Ludowej Marynarki poza Haven i centrum dowodzenia flotami działającymi wzdłuż linii frontu.
- Lovat – system gwiezdny w centrum Ludowej Republiki, jedna z pierwszych kolonii Haven i najgęściej zaludniony świat poza Haven. Znajduje się dostatecznie blisko systemu Haven, by flota stamtąd operująca mogła zagrozić stolicy, mieszczą się na nim także farmy i stocznie, co czyni go ważnym celem strategicznym.[2]